# Bourdic (Gardon)
Der Bourdic ist ein Fluss in Frankreich, der im Département Gard in der Region Okzitanien verläuft. Er entspringt unter dem Namen Ruisseau des Près im Gemeindegebiet von Aigaliers, entwässert generell Richtung Südwest bis Süd und mündet nach rund 25 Kilometern beim Ort Russan im Gemeindegebiet von Sainte-Anastasie als linker Nebenfluss in den Gardon.

## Orte am Fluss
(Reihenfolge in Fließrichtung)
- Baron
- Foissac
- Aubussargues
- Bourdic
- Russan, Gemeinde Sainte-Anastasie